# Сарпедон
Сарпедон (грч. Σαρπηδὠν) је у грчкој митологији било име више личности.

## Етимологија
Име сарпедон има значење „онај који се радује дрвеном чуну или ковчезићу“. Ово име указује да је у Ликији настао ритуал „сунчаног хероја“, који се сваке године обнављао, тако што је стизао као дечак ношем водом у ковчегу, попут Мојсија, Персеја и Анија.

## Митологија
1. Био је син Зевса и Белерофонтове кћерке Лаодамије, па је у складу са својим пореклом био поштован као бог крај Ксанта где је живео као поседник великог имања.[2] Када је био још дечак, његови ујаци Исандар и Хиполох су се борили за престо. Договор је био да краљ постане онај који погоди стрелом кроз златни прстен окачен о груди детета. Међутим, ни један ни други нису желели да жртвују сопствену децу, те је њихова свађа постала толико жучна, да се Лаодамија уплашила да ће се међусобно поубијати. Да би то спречила, понудила је да гађају њеног сина. Због овог сестриног чина, обојица су одустала у корист Сарпедона, чији је сувладар постао Глаук.[1] Према другим ауторима, Сарпедон је био син Евандера и Дејдамије, брат Клара и Темона, ликијски принц.[3] Учествовао је у тројанском рату на страни Тројанаца и храбро се сукобио са Тевкром и Ајантом, који су га ранили. Међутим, Зевс му је спасио живот. Када се касније сукобио са Патроклом, Зевс је поново пожелео да га спасе, али га је Хера упозорила да то не учини, јер ће у противном сви богови почети да спасавају своју децу. Зевс ју је послушао и Патрокло је убио Сарпедона. Ипак, Зевс није дозволио борбу између Грка и Тројанаца око Сарпедоновог леша, већ их је раздвојио, а послао је Аполона да га очисти од рана и крви, те Танатоса и Хипноса да тело јунака пренесу у Ликију.[2]
2. Према каснијем предању Сарпедон је био син Зевса и Европе, посинак критског краља Астериона. После смрти очуха, са својом браћом, Минојем и Радамантом се посвађао око престола и морао је са својим присталицама да пребегне у Ликију. Да би се објаснило његово учешће у тројанском рату, који се десио знатно касније, приповедало се да му је отац подарио живот у трајању од три људска века или да је у рату заправо учествовао његов унук који је добио име по њему.[2]
3. Сарпедон је био и Посејдонов син у Тракији, кога је убио Херакле[3] због његове дрскости.[1]